# Buenavista (Quezon)
Pour les articles homonymes, voir Buenavista.
Buenavista est une municipalité de la province de Quezon aux Philippines.